# Sinodi di Antiochia
Vari sinodi dei vescovi cristiani furono tenuti, tra il III e il VI secolo, ad Antiochia di Siria, città fra le più importanti del Vicino Oriente e della prima cristianità.

## Sinodi del 264 e del 268
Entrambi tenuti contro l'eretico vescovo di Antiochia, Paolo di Samosata: il primo fu probabilmente presieduto dal vescovo Firmiliano di Cesarea, ma non pervenne ad alcun risultato, mentre nel secondo concilio Paolo fu formalmente deposto, ma continuò di fatto a esercitare il proprio potere grazie all'appoggio dell'imperatrice di Palmira Zenobia. Paolo sarà poi allontanato da Antiochia quando nel 272 Aureliano, chiamato dai vescovi a risolvere la controversia, riconquisterà Palmira.

## Sinodo del 324/325
Si svolge nell'inverno tra il 324 e il 325 e precede quindi di pochi mesi il più importante concilio di Nicea, contro l'arianesimo. Serviva a decidere il successore di Filogenio sul seggio antiochiano, scelta di cui beneficiò l’antiariano Eustazio. L'unico e molto discusso documento su questo concilio afferma che solo tre vescovi si sarebbero rifiutati di sottoscrivere il simbolo antiariano: Teodoro di Laodicea, Narcisso di Nerodiade ed Eusebio di Cesarea, che avrebbero professato idee simili a quelle di Ario.

## Sinodo del 341
Detto in encaeniis, fu convocato durante la crisi ariana e probabilmente presieduto da Placeto Flavillo, patriarca di Antiochia. Vide la partecipazione di 97 vescovi, tutti orientali, che approvarono 25 canoni, di cui il IV e il V furono citati nel Concilio di Calcedonia. Il sinodo fu dominato dagli ariani, tanto che dispose la deposizione di sant'Atanasio. 

## Sinodo del 343
Nel 343 si tenne un sinodo che produsse un simbolo detto per la sua lunghezza μακροστιχος, makrostichos. 

## Sinodo del 361
Convocato dall'imperatore Costanzo II vide l'elezione del patriarca Melezio, che dopo aver seguito la dottrina ariana fino a quel momento, abbracciò la fede nicena.

## Sinodo del 363
Convocato da Melezio, vi parteciparono 25 vescovi, che sottoscrissero il credo di Nicea, dando però della parola ὁμοούσιος un'interpretazione semi-ariana.

## Sinodo del 378
Si tenne nel mese di settembre e vi parteciparono 146 vescovi con gli obiettivi di ricomporre lo scisma e di vincere definitivamente l'arianesimo. I vescovi approvarono il Tomus del concilio romano indetto da papa Damaso I nel 369.

## Sinodo del 431
Durante il concilio di Efeso si riunirono ad Antiochia 42 vescovi, sostenuti da Candidiano, sotto la presidenza del patriarca Giovanni, favorevole ai nestoriani. 

## Sinodo del 432
Fu convocato dal patriarca Giovanni e vi parteciparono i vescovi Alessandro di Gerapoli, Acacio di Berea, Macario di Laodicea, Andrea di Samosata e Teodoreto di Cirro. Vi furono approvate sei proposizioni e le tesi di Nestorio non trovarono consenso.

## Sinodo del 445
Si svolse sotto la presidenza del patriarca Domno II al Porticus del Secretarium e vi presero parte 28 vescovi. Atanasio, vescovo di Perre fu deposto e fu eletto al suo posto Sabiniano: era stato accusato dal suo clero di aver compiuto diversi crimini e si era rifiutato di risponderne davanti al suo metropolita Panolbio di Gerapoli.

## Sinodo del 447 o 448
Convocato dallo stesso Domno I dispose la scomunica di Samuele e Ciro, due dei quattro sacerdoti accusati di eresia dal loro vescovo Iba di Edessa.

## Sinodo del 508 o 509
Il patriarca Flaviano II, nel contesto della controversia monofisita, aveva sottoscritto l'"Henotikon" dell'imperatore Zenone e volle riunire i vescovi suoi suffraganei. I vescovi riconobbero solennemente i concili di Nicea, di Costantinopoli e di Efeso, ma non quello di Calcedonia; scagliarono l'anatema contro Diodoro di Tarso e Teodoro di Mopsuestia. Furono approvate quattro proposizioni, che rigettavano la duplice natura di Cristo definita nel Concilio di Calcedonia.

## Sinodo del 512
Verso il 512 si tenne un altro sinodo monofisita, presieduto da Filosseno di Mabbug, arcivescovo di Gerapoli. Vi fu eletto il patriarca Severo, monofisita.